# Guilherme Berner
Wilhelm Gustav Berner (Esslingen, 27 de setembro de 1907 — Petrópolis, 21 de maio de 1954) foi um organeiro de origem alemã que se radicou no Brasil, onde foi conhecido como Guilherme Berner. Considerado um dos pioneiros da indústria nacional de órgãos, deixou instrumentos em diversas igrejas do Rio de Janeiro e outras cidades, que foram muito apreciados, e reconstruiu diversos órgãos históricos.

## Biografia
Nasceu em Kennenburg, distrito de Esslingen, em 27 de setembro de 1907. Sua formação profissional é mal conhecida e os dados disponíveis só constam em uma carta escrita por ele mesmo. Alega que quando jovem foi aprendiz na firma Steinmayer, uma das grandes construtoras de órgãos da Alemanha naquele período, depois teria trabalhado nas firmas Schaeuffele e Jehmlich. Sua carreira só começa a ser documentada por fontes externas quando partiu para a Espanha, empregando-se na fábrica Nuestra Señora de Begoña, em Bilbao, onde é atestado de agosto de 1929 a outubro de 1930.
Chegou ao Rio de Janeiro no fim de 1930 e logo constituiu com Carlos Moehrle a sociedade Moehrle & Berner, instalada no Largo da Carioca, nº 5, que começou a funcionar em 18 de fevereiro de 1931. A firma construiu o órgão do Convento de Santo Antônio e reconstruiu o da Igreja do Imaculado Coração de Maria, mas devido a um conflito entre os sócios foi dissolvida em 18 de fevereiro de 1932. Com financiamento da firma inglesa Davidson, Pullen & Cia, Berner fundou uma nova empresa, Guilherme Berner – Construção de Órgãos e Harmônios, com sede na rua Barão de São Francisco, nº 212, ativa a partir de 1º de novembro de 1932. Em 1943 a sede foi transferida para instalações mais amplas na Joaquim de Melo, nº 40, sendo rebatizada como Oficinas Santa Cecília.

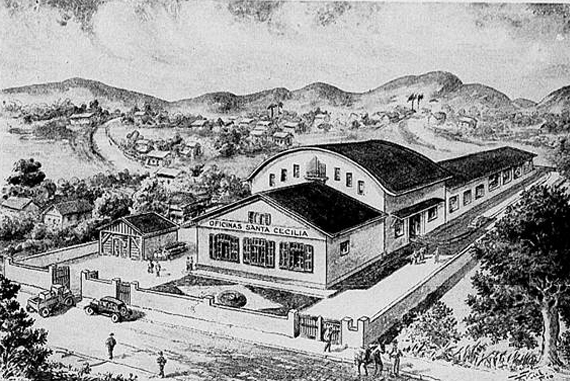
As novas instalações das Oficinas Santa Cecília, 1943

Sua firma foi uma das primeiras, se não a primeira, a construir órgãos com peças fabricadas no Brasil, sendo até então a prática importar do exterior as peças e apenas montar o instrumento no país. Isso gerava problemas para as peças em madeira, pois as madeiras europeias eram facilmente atacadas por cupins. Berner usou madeiras nacionais resistentes. Para os projetos contou com a colaboração de alguns religiosos, como Dom Plácido de Oliveira, monge beneditino e organista do Mosteiro de São Bento. Em 1937 casou com Theresia Pashing, que lhe daria cinco filhos, mas somente três chegaram à idade adulta: Reinhold Guilherme, Christina Cecília e Walter Leonardo. Ainda em 1937 as autoridades do Rio de Janeiro reconheceram que a indústria de Berner era a única ativa no (antigo) Distrito Federal, dando-lhe isenção de impostos por cinco anos, e em 1939 seus instrumentos foram oficialmente equiparados aos estrangeiros para fins fiscais.

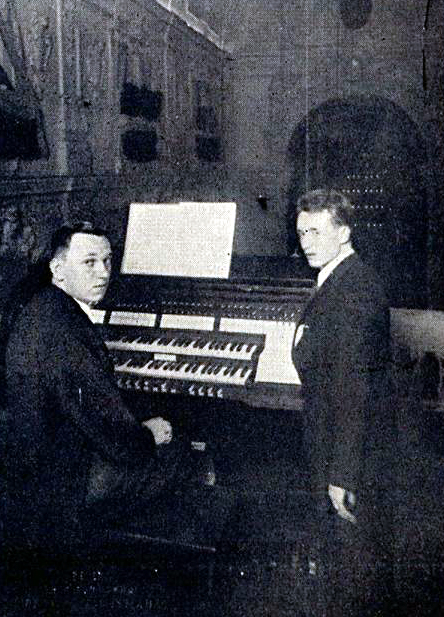
O organista Fritz Barth e Guilherme Berner em 1934

Mantinha-se atualizado com as novas tendências internacionais de construção, inclusive a tendência de construção historicamente informada que acompanhou o revivalismo da música antiga, dava grande atenção às condições específicas de cada local, construindo instrumentos de variados tamanhos, formatos e capacidades, e procurava harmonizar a estética das caixas com os interiores. Em 1933 a Rádio Sociedade do Rio fez uma transmissão especial com um recital para provar a eficiência do instrumento que haveria de instalar na Igreja Luterana de Blumenau, e a Companhia Telefônica providenciou ligações gratuitas para quem quisesse fazer perguntas. Em 1937 o organista Arnaud Gouvea emitiu um parecer técnico dizendo que "os instrumentos fabricados pelo Sr. Guilherme Berner se equiparam ou superam mesmo, os de fabricação estrangeira".
Várias notícias foram publicadas na imprensa quando seus órgãos foram inaugurados, invariavelmente elogiosas. Em 1934, falando sobre o da Igreja de Santa Cruz dos Militares, após concerto inaugural com o organista Fritz Barth, que contou coma presença do presidente da República e do cardeal-arcebispo, o Correio da Manhã disse ser "instrumento de magnífica eficiência e do mais belo acabamento. [...] A registração é rica e variada, fornecendo todas as combinações orquestrais e ainda as peculiares ao órgão. O sistema adotado para a mudança de registros é dos mais práticos e acessíveis, dispensando quase a colaboração de um auxiliar. [...] A infinidade de timbres, desde o mais suave ao mais vibrante, as formidáveis sonoridades das trombetas e dos bordões, nas suas mais amplas combinações, deixaram patentes os belíssimos efeitos que é possível tirar de um instrumento como esse. [...] Havia momentos em que o templo parecia pequeno para conter as vibrações poderosíssimas do órgão".

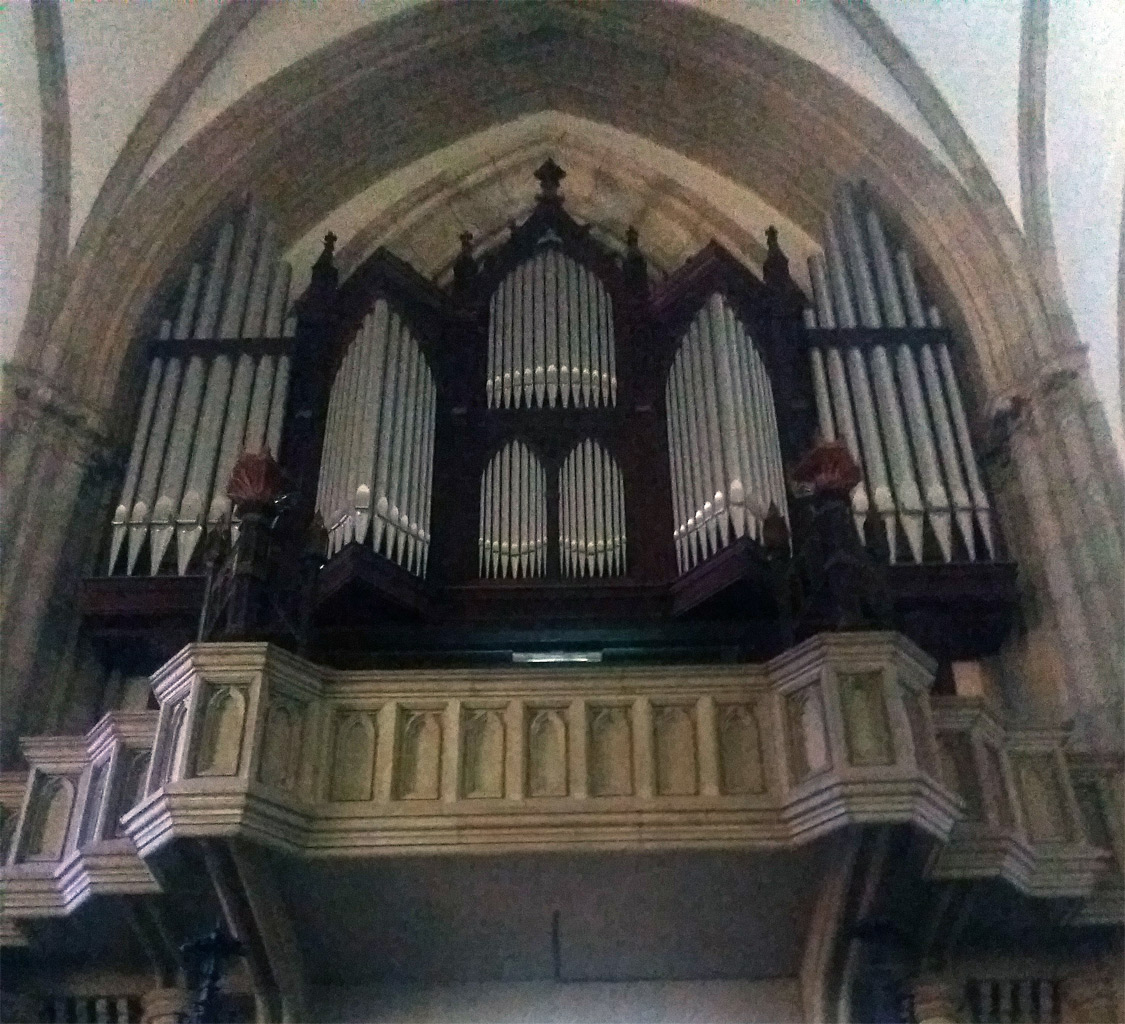
O órgão da Catedral de Petrópolis

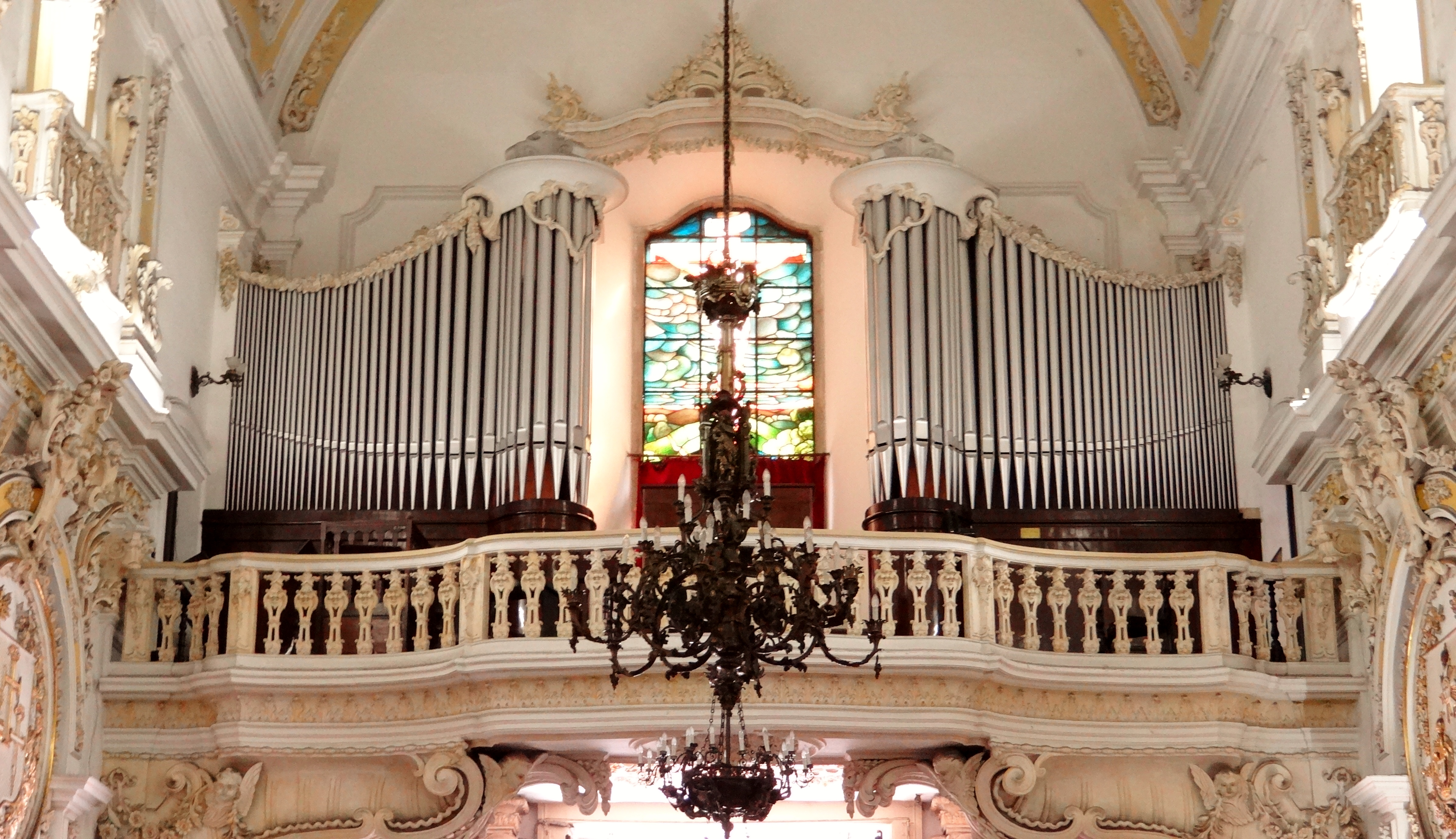
O órgão da Igreja de Santa Cruz dos Militares

O órgão da Catedral de Petrópolis, inaugurado em 1937, foi qualificado como "extraordinário trabalho de arte", "o que há de mais modernamente aperfeiçoado", indo "aumentar o patrimônio grandioso de arte e suntuosidade" da Catedral, "todo ele trabalho nacional, em lindo estilo". Em 1938 o órgão da Catedral de Campos foi louvado como "majestoso e belo instrumento", sendo assinalado que poucos outros instrumentos no mundo tinham tubos de 64 pés. Em 1943 o destinado à Igreja de Santa Teresinha do Menino Jesus na Lapa teve elogiada sua "esplêndida fachada", a "elegante mesa de teclados", a "primorosa distribuição e equiparação de instrumentos diversos", podendo "sem favor competir com qualquer outro dos melhores europeus, levando-lhes a vantagem das belas madeiras nacionais que resistem ao tempo e ao cupim". Em 1944 o da Igreja da Ordem Terceira do Carmo do Rio foi apreciado pela "soberba fachada" e "lindo som, majestoso e imponente, enchendo a nave da igreja de melodias lindíssimas. Os registros foram muito bem escolhidos, sendo a sua harmonização feita com todo o esmero, de acordo com as condições acústicas do local", sendo considerado um instrumento à altura das solenidades ali celebradas. Em 1946, após a reconstrução do órgão do Mosteiro de São Bento do Rio, seu console foi exposto ao público como "orgulho da indústria nacional e estímulo para as demais igrejas", de "contornos suaves e elegantes, tem contudo um aspecto imponente e sério, havendo um lindo contraste entre as madeiras escuras — imbuia, jacarandá e óleo vermelho - e as placas alvas com seus espelhos de porcelana de cores diversas". Em 1947, sobre o órgão da Catedral de Niterói, o Jornal do Brasil disse: "Possuirá assim Niterói o seu primeiro órgão construído pelo técnico admirável, Sr. Guilherme Berner, construtor do maravilhoso instrumento do Mosteiro de São Bento, o órgão que mais honra seu nome, e no qual demonstrou a capacidade técnica de sua oficina".

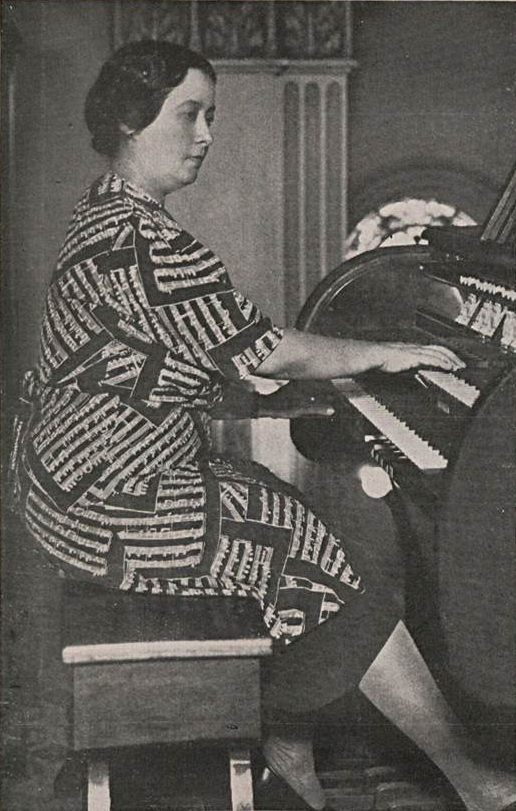
Iza Queiroz dos Santos inaugurando o órgão de Guilherme Berner na Catedral de Santos em 1938

Instalou órgãos em diversos outros locais, como a Igreja da Ordem Terceira do Carmo de São Paulo, o Colégio Coração de Jesus de Florianópolis, a Catedral de Santos (depois transferido para a Catedral de Piracicaba) e no Rio as igrejas de Nossa Senhora de Aparecida, Nossa Senhora do Rosário, Santo Antônio dos Pobres e São Francisco Xavier, além do pequeno órgão do antigo palacete de Octávio Guinle na Ilha de Brocoió (atual Palácio de Brocoió), e o do Instituto Benjamim Constant. Também reformou o instrumento da Antiga Catedral.
Com o tempo a empresa diversificou suas atividades, passando a fabricar altares, púlpitos, confessionários, genuflexórios, bancos e arcazes de madeira para igrejas, mobiliário para casas, e representava fábricas europeias de sinos e relógios para igrejas, e quando as fábricas de orgãos começaram a se multiplicar pelo Brasil, estabeleceu contatos para fornecimento de peças.
Em março de 1947, quando a firma estava em seu auge, Berner sofreu um acidente, caindo de um telhado que estava limpando, quebrando duas vértebras e ficando parcialmente paralisado. Pouco depois sua esposa o abandonou, deixando os filhos para trás. Sem condições de continuar trabalhando, e tendo de cuidar de filhos pequenos, pediu à sua irmã Frida Anna, que vivia na Alemanha, que viesse ajudá-lo. A firma pouco depois foi dissolvida.
Depois de mais de um ano imobilizado numa cama de gesso, aos poucos sua saúde foi melhorado, sendo capaz de andar com ajuda de um colete de aço. Transferiu-se para Petrópolis e reabriu sua empresa com a colaboração de um antigo funcionário, Manuel Defáveri. Em 1949 montavam o órgão da Igreja do Outeiro da Glória, no Rio. Na inauguração, uma notícia no Correio da Manhã elogiava seu estilo clássico e os "belíssimos registros", "tendo em seu conjunto, entre outros de incomparável valia, um registro muito apreciado pelos antigos mestres - a dulcian", salientando ainda que havia sido construído no tempo recorde de três meses, e não ficava em nada a dever aos congêneres europeus, "quer na qualidade do material, quer na construção esmerada, e principalmente nas madeiras de lei nacionais, o que lhe dá o primeiro lugar, sem competição, ao lado e em confronto com os instrumentos estrangeiros". Sua saúde, porém, começou a piorar novamente, tentou uma cura na Europa, mas faleceu em 21 de maio de 1954.
O historiador norte-americano James Welch o colocou entre os organeiros proeminentes ativos no Brasil no século XX, e segundo o organista Ângelo Camin, ele contribuiu para o ressurgimento da organeria no país. Em 2013 a Catedral de Petrópolis iniciou uma série de concertos intitulados Concertos do Órgão Guilherme Berner.